# Body Talk (Foxes)
Body Talk è un singolo della cantante britannica Foxes, pubblicato il 5 giugno 2015 come primo estratto dal secondo album in studio All I Need.

## Tracce
Download digitale
1. Body Talk – 3:29

Download digitale – The Remixes
1. Body Talk (Bakermat Remix) – 3:46
2. Body Talk (Bakermat Remix Instrumental) – 3:46
3. Body Talk (TCTS Remix) – 4:39
4. Body Talk (TCTS Remix Radio Edit) – 3:34
5. Body Talk (TCTS Extended Dub) – 4:03